# Just a Little More Love
| Críticas profissionais | Críticas profissionais |
| Avaliações da crítica  | Avaliações da crítica  |
| Fonte                  | Avaliação              |
| ---------------------- | ---------------------- |
| AllMusic               | [ 1 ]                  |

Just a Little More Love é o álbum de estreia do DJ francês David Guetta lançado pela Gum Prod, EMI France e Virgin Records France em 10 de junho de 2002. O álbum têm como artistas principais Chris Willis e Barbara Tucker. A faixa "Just a Little More Love" foi gravada em 30 minutos. Foi mais tarde remixada por Wally López e posteriormente apresentada a gravadora Ministry of Sound, ela então foi incluída no Clubbers Guide 2004 e na trilha sonora do filme The Football Factory. Quatro singles do álbum foram lançados "Just a Little More Love", "Love Don't Let Me Go", "People Come People Go" e "Give Me Something". A canção "Just a Little More Love" foi re-lançada em 2006 como remix da banda The Egg.

## Faixas
| Edição padrão |                                                                       |         |  |
| N.º           | Título                                                                | Duração |  |
| 1.            | "Just a Little More Love" (com participação de Chris Willis)          | 3:20    |  |
| 2.            | "Love Don't Let Me Go" (com participação de Chris Willis)             | 3:36    |  |
| 3.            | "Give Me Something" (com participação de Barbara Tucker)              | 5:44    |  |
| 4.            | "You" (com participação de Chris Willis)                              | 3:23    |  |
| 5.            | "Can't U Feel the Change" (com participação de Chris Willis)          | 4:53    |  |
| 6.            | "It's Alright (Preaching Paris)" (com participação de Barbara Tucker) | 3:49    |  |
| 7.            | "People Come People Go" (com participação de Chris Willis)            | 3:19    |  |
| 8.            | "Sexy 17" (com participação de Juan Rozof)                            | 3:27    |  |
| 9.            | "Atomic Food" (com participação de Chris Willis)                      | 3:09    |  |
| 10.           | "133"                                                                 | 3:41    |  |
| 11.           | "Distortion" (com participação de Chris Willis)                       | 3:11    |  |
| 12.           | "You Are the Music" (com participação de Chris Willis)                | 5:58    |  |
| 13.           | "Lately"                                                              | 1:39    |  |

## Posições e certificações

### Posições
| País — Tabela musical (2004)    | Posição de pico |
| ------------------------------- | --------------- |
| Bélgica — Ultratop 40 (Valónia) | 43              |
| França — SNEP                   | 6               |
| Suíça — Swiss Albums Chart      | 17              |

### Certificações
| País — Certificador (Vendas) | Certificação (limiares de vendas) |
| ---------------------------- | --------------------------------- |
| França — SNEP (50,000)       | 2× Ouro                           |